# Renesanční Království
Renesanční Království (francouzsky Les Royaumes Renaissants, anglicky Renaissance Kingdoms) je bezplatná, mezinárodní, MMORPG hra z prostředí Evropy v 15. století, kterou v roce 2004 vytvořila francouzská společnost Celsius Online. Je přeložena do více než 26 jazyků.

## Herní začátky
Hráč začíná hru jako chudý tulák příchodem do jednoho z evropských měst. Město se vybírá dle vybraného jazykového rozhraní při registraci (jazyk čeština = české město, atd.). Postupně může stoupat po sociálním žebříčku, stát se majetnějším a uznávanějším. Zvláštností na této hře je také fakt, že zde neexistují počítačem ovládané postavy (NPC). Všechny postavy, které člověk ve hře nalezne, jsou skuteční hráči různých společenských postavení a řemesel.

## Herní mechanismy

### Rozmanitost povolání
Renesanční království se snaží nabídnout mnoho způsobů jak hru hrát. Hráč má možnost pěstovat plodiny na poli, chovat hospodářská zvířata, ale také se zapojit do mnohem aktivnějšího života v podobě starosty města, zemských radních, rektora univerzity, či samotného krále českého království. Může vstoupit do duchovního řádu a stát se knězem, biskupem, arcibiskupem a jednoho dne navštívit i Řím jako samotný papež. Pokud však hráče lákají daleké cesty, mohou cestovat a poznávat daleké kraje. Autoři nezapomněli ani na záporné postavy, takže se lze setkat se zloději, piráty nebo buřiči.
Mnoho povolání se také dá vykonávat v podobě RolePlay příběhovou formou na herním fóru, která umožňuje hrát bez omezení implementovanými herními funkcemi. Znamená to tedy, že hráči mohou býti třeba katem i když ve hře takové povolání není dosud naprogramováno.

### Cestování
Hráči zde nalézají zcela otevřený svět Evropy a mohou se svou postavou cestovat do jiných zemí, hovořit (resp. psát) se skutečnými zahraničními hráči, poznávat cizí jazyk a cizí kulturu. Mohou se vydat třeba na plavbu do Anglie, cestovat do Francie, Itálie, Svaté říše římské, a dalších zemí.

## Ocenění
- Online Game Awards – 2006[1]
- Best Social and Web Game Award – 2014[2]